# Society of Illustrators

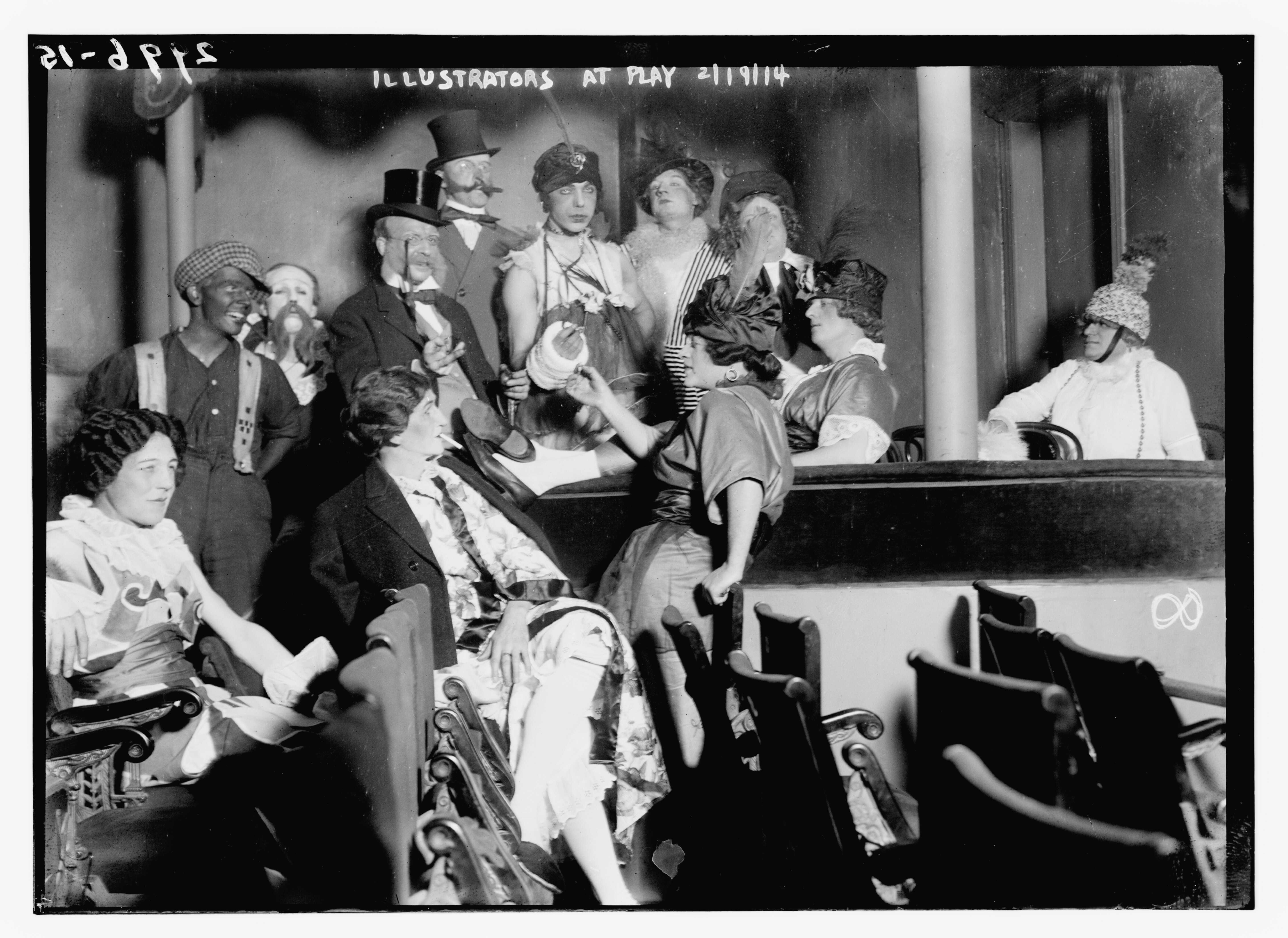
Mitglieder der Society of Illustrators, Berkeley Theater, Manhattan. 1914

Die Society of Illustrators wurde im Jahr 1901 gegründet. Sie versteht sich als professionelle Berufsorganisation mit Sitz in New York City.

## Details
Die Gesellschaft sieht die Förderung der Kunst und hier vor allem der Illustration als ihre originäre Aufgabe. Sie begleitet die Entwicklungsgeschichte der Illustration und ermutigt wegweisend zu einer hohen Perfektion in Ausstellungen, Vorträgen und bildnerisch-erzieherischen Maßnahmen. Die Society fördert den Gemeinschaftsgeist der Illustratoren durch die Pflege offener Diskussionen. Die Gesellschaft hat sich auch durch ihre jährlichen prestigeträchtigen Wettbewerbe und die damit verbundenen Auszeichnungen und Veröffentlichungen herausragender Arbeiten einen Namen gemacht.